# Elysius meridionalis
Elysius meridionalis är en fjärilsart som beskrevs av Rothschild 1917. Elysius meridionalis ingår i släktet Elysius och familjen björnspinnare. Inga underarter finns listade i Catalogue of Life.